# David Nalbandian
David Pablo Nalbandian (* 1. Januar 1982 in Unquillo, einem Vorort von Córdoba) ist ein ehemaliger argentinischer Tennisspieler. Nalbandian gewann in seiner Karriere elf Turniere im Einzel, darunter den Tennis Masters Cup 2005 in Shanghai. Die Jahre 2003 bis 2007 beendete er jeweils unter den besten zehn Spielern der Weltrangliste, seine persönliche Bestleistung erreichte er im März 2006 mit Platz 3.

## Leben
Nalbandian ist der Sohn eines armenischen Vaters und einer italienischen Mutter. Er ist verheiratet und seit Ende Mai 2013 Vater einer Tochter.

## Tenniskarriere

### 1998–2002
Nalbandian war einer der erfolgreichsten Juniorenspieler der Jahre 1998 und 1999. So gewann er 1998 neben dem Juniorentitel der US Open noch weitere prestigeträchtige Juniorentitel im Einzel wie im Doppel. Im Jahr darauf folgte der Juniorentitel in Wimbledon im Doppel sowie das Halbfinale im Einzel, das er aufgrund eines Spielplan-Missverständnisses verpasste. In beiden Jahren hatte Nalbandian schon Auftritte auf den Challenger- und Future-Turnierserien, bevor er im Jahr 2000 den Sprung auf die Profitour vollzog. Seine erste Saison als Profi beendete er nach zwei Halbfinalteilnahmen auf der Challenger-Tour unter den besten 300 Spielern der Weltrangliste.
2001 folgte der Sprung unter die besten 50 Spieler der Welt, maßgeblich vorangetrieben durch zwei Challenger-Turniersiege, seinem ersten ATP-Finale in Palermo und zwei weiteren Halbfinalteilnahmen bei Turnieren dieser Kategorie. In Estoril gewann er im folgenden Jahr den ersten ATP-Titel und beim Grand-Slam-Turnier in Wimbledon erreichte er bei seinem Profidebüt auf dem heiligen Rasen das Finale, in dem er Lleyton Hewitt allerdings deutlich unterlag. Später folgte in Basel noch sein zweiter Turniersieg.

### 2003–2004
2003 erreichte Nalbandian das Viertelfinale bei den Australian Open und spielte sich durch konstante Ergebnisse im Saisonverlauf in die Top Ten der Weltrangliste vor. Bei den US Open erreichte er das Halbfinale, wo er gegen Andy Roddick einen Matchball nicht verwerten konnte und das Match noch verlor. Aufgrund einiger Verletzungen konnte er zum Saisonende nur noch wenige Turniere bestreiten, qualifizierte sich aber zum ersten Mal für den abschließenden Tennis Masters Cup. 2004 erreichte Nalbandian wiederum das Viertelfinale der Australian Open und das Halbfinale der French Open. Insgesamt drei Endspiele erreichte er in dieser Saison (davon zwei der ATP Tour Masters 1000), er musste sich jedoch in allen Finalbegegnungen geschlagen geben. Auch aufgrund mehrerer Verletzungen rutschte Nalbandian im Vergleich zum Vorjahr am Ende auf Position 9 der Weltrangliste ab.

### 2005
2005 gelang dem Argentinier in München nach rund zweieinhalb Jahren erstmals wieder ein Turniererfolg. Bei drei der vier Grand-Slam-Turniere erreichte Nalbandian das Viertelfinale. Mehrere verletzungsbedingte Absagen besser platzierter Spieler ermöglichten ihm die Teilnahme am Masters Cup. Dabei gewann er zwei Vorrundenpartien und zog ins Finale ein, in dem er den zweifachen Titelverteidiger und Weltranglistenersten Roger Federer nach einem 0:2-Satzrückstand noch besiegen und den bis dahin größten Erfolg seiner Karriere einfahren konnte. Ende 2005 gewann er die Olimpia de Oro als Argentiniens Sportler des Jahres.

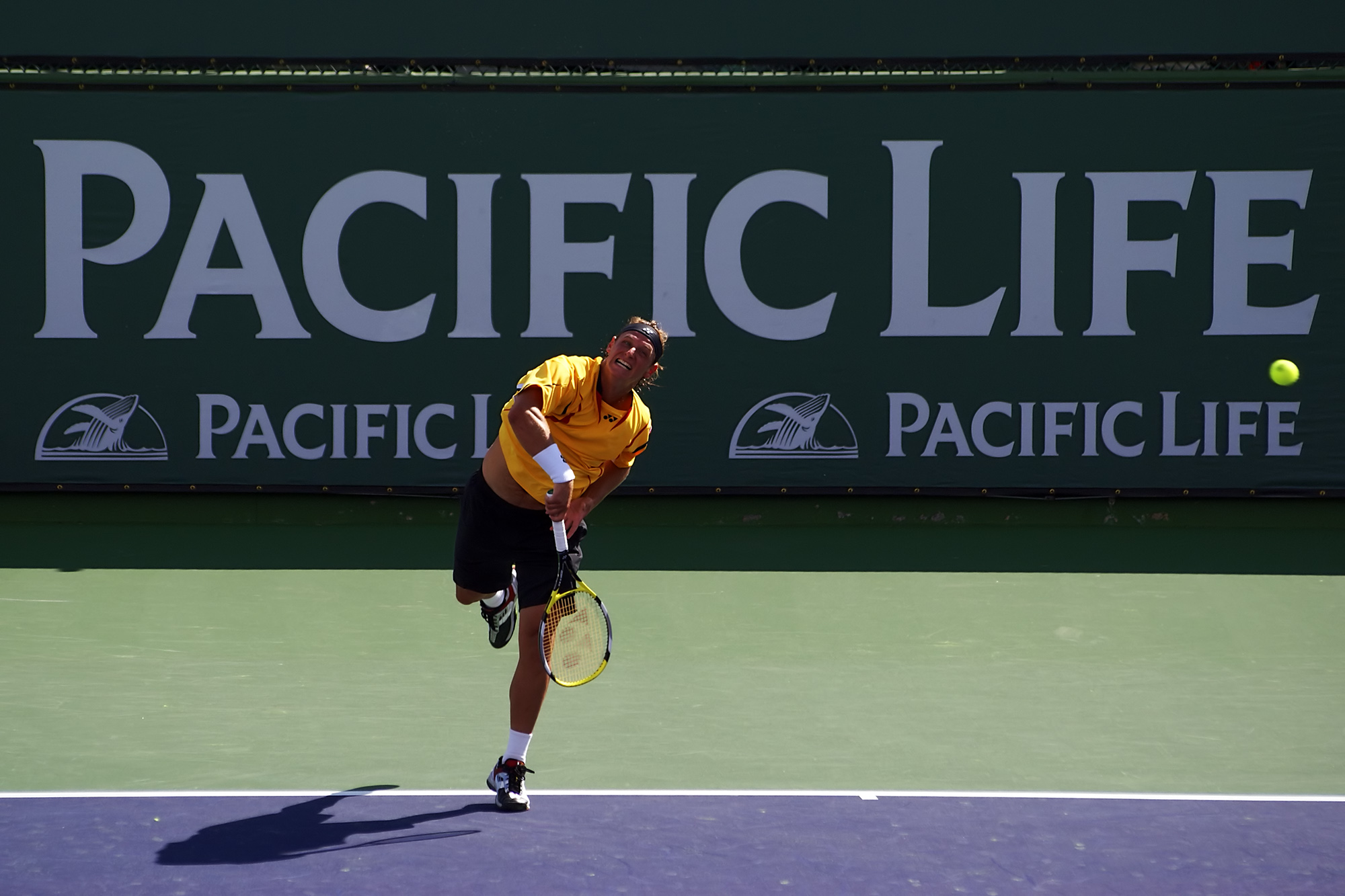
David Nalbandian beim Aufschlag

### 2006
Die Saison 2006 begann für Nalbandian mit dem Halbfinaleinzug bei den Australian Open, wo er trotz deutlicher Führung noch den zweiten Grand-Slam-Finaleinzug seiner Karriere verpasste. Nalbandian war damit neben Federer, Rafael Nadal, Novak Đoković und Andy Murray einer von fünf aktiven Spielern, die in ihrer Karriere bei allen vier Grand-Slam-Turnieren mindestens einmal das Halbfinale erreichen konnten. Nach dem Sprung auf Platz 3 der Weltrangliste in den folgenden Monaten errang Nalbandian Anfang Mai in Estoril gegen Nikolai Dawydenko seinen ersten Turniersieg der Saison.
Im Juni 2006 folgte eine weitere Halbfinalteilnahme bei einem Grand-Slam Turnier, allerdings musste der Argentinier sein Spiel bei den French Open gegen Roger Federer beim Stand von 6:3, 4:6, 2:5 wegen einer Bauchmuskelzerrung aufgeben. In den folgenden Wochen und Monaten fand Nalbandian auch aufgrund seiner gesundheitlichen Probleme nicht mehr zur Form am Saisonbeginn zurück; er konnte nach den French Open nur eine Matchbilanz von 11 Siegen bei 8 Niederlagen vorweisen, darunter auch eine Drittrundenniederlage gegen Fernando Verdasco in Wimbledon sowie das Zweitrundenaus gegen Marat Safin bei den US Open. Im ATP-Champions-Race reichte ein siebter Platz dennoch für die erneute Teilnahme am Tennis Masters Cup, wo er trotz zweier Vorrundenniederlagen erneut das Halbfinale erreichte, dem Amerikaner James Blake dort aber deutlich unterlag. Die Saison beendete er auf Platz 8 der Weltrangliste.

### 2007
Die Saison begann für Nalbandian mit einem Achtelfinaleinzug bei den Australian Open; er verlor allerdings relativ deutlich in vier Sätzen gegen Tommy Haas. Im weiteren Saisonverlauf erreichte er das Achtelfinale beim Masters-Series-Turnier von Indian Wells und das Viertelfinale in Barcelona. Bei den French Open schied er gegen Nikolai Dawydenko in vier Sätzen aus. Danach erfasste Nalbandian ein Formtief und er schaffte bis Oktober kein nennenswertes Resultat. In Wimbledon und bei den US Open scheiterte er jeweils in der dritten Runde. Im Oktober konnte er überraschend das Masters Turnier von Madrid mit einem Finalsieg 1:6, 6:3, 6:3 über Roger Federer gewinnen. Auf dem Weg dahin besiegte er dabei die Nummern 2 und 3 der Weltrangliste, Rafael Nadal und Novak Đoković. Zwei Wochen später erreichte er beim Masters in Paris erneut das Endspiel, in dem er Nadal erneut bezwang, wie zuvor ebenso wieder den Weltranglistenersten Federer. Mit den beiden Turniersiegen, bei denen er insgesamt sechs Top-Ten-Spieler schlug, beendete Nalbandian zum fünften Mal in Folge eine Saison unter den Top Ten der Weltrangliste, nachdem er vor Beginn des Masters in Madrid nur auf Platz 25 geführt worden war.

### 2008
In Melbourne schied Nalbandian 2008 in der dritten Runde aus, in Buenos Aires im Februar gewann er seinen achten Karrieretitel. Beim Hartplatzturnier von Indian Wells konnte er nach mehreren knappen Partien das Halbfinale erreichen.
Nach einer eher unterdurchschnittlichen Sandplatzsaison verlor er bei den French Open in der zweiten Runde nach einer 2:0-Satzführung überraschend gegen Jeremy Chardy. Nach diesem herben Rückschlag erreichte er beim Vorbereitungsturnier für Wimbledon im Londoner Queen’s Club immerhin das Halbfinale, in dem er allerdings gegen Novak Đoković chancenlos war. Trotz der Niederlage war man auf Wimbledon gespannt, weil er im Jahr zuvor auf ähnlich schnellen Belägen sehr erfolgreich war. Doch der Finalist von 2002 war gegen den wenig bekannten Kanadier Frank Dancevic chancenlos. Es war das erste Mal, dass Nalbandian in Wimbledon in Runde eins als Verlierer vom Platz ging. Danach musste er verletzungsbedingt eine Pause einlegen, er konnte erst wieder bei den Olympischen Spielen antreten. Er verpasste somit die beiden Masters-Series-Turniere in Toronto und Cincinnati und trat daher ohne Vorbereitung in Peking an. Nach Siegen gegen den unbekannten Chinesen Zeng Shaoxuan und gegen den chilenischen Titelverteidiger Nicolás Massú verlor Nalbandian im Achtelfinale gegen den französischen Shooting-Star Gaël Monfils mit 4:6, 4:6. Sein Abschneiden bei den US Open war nicht erfolgreicher als bei seinen letzten Grand-Slam-Turnieren. Er erreichte diesmal die dritte Runde, in der er mit 3:6, 4:6, 2:6 abermals an Gael Monfils scheiterte. Im Oktober kam Nalbandian wie im Vorjahr in Form und konnte mit dem Sieg des ATP-Turniers in Stockholm (6:2, 5:7, 6:3-Finalsieg gegen Robin Söderling) aufzeigen. Beim anschließenden Masters-Series-Turnier in Madrid konnte er seinen Titel nicht verteidigen, da er im Achtelfinale gegen seinen Landsmann Juan Martin Del Potro verlor. Revanche nahm Nalbandian eine Woche später, als er Del Potro im Halbfinale des ATP-Turniers in Basel bezwang und ins Finale einzog, das er gegen einen an diesem Tag überragenden Roger Federer verlor. Durch seine starken Ergebnisse im Oktober hatte Nalbandian noch die Chance, sich beim Masters in Paris Bercy für den Masters Cup in Shanghai zu qualifizieren. Er hätte jedoch das Turnier gewinnen müssen, was ihm nicht gelang; im Finale musste er sich Jo-Wilfried Tsonga mit 3:6, 6:4, 4:6 geschlagen geben. Diese Niederlage führte dazu, dass Nalbandian am Ende der Saison erstmals seit 2003 außerhalb der Top Ten klassiert war.

### 2009
2009 begann für Nalbandian sehr vielversprechend. Er gewann gleich zu Beginn das ATP-Turnier (250er-Serie) von Sydney, wo er im Finale Jarkko Nieminen bezwang. Da das Turnier nur eine Woche vor Melbourne stattfand und noch dazu auf demselben Hartplatzbelag, waren Nalbandians Erwartungen für die Australian Open hoch. Seine Misere bei Grand-Slam-Turnieren hielt jedoch an. Er verlor bereits in Runde zwei gegen den Taiwaner Lu Yen-hsun mit 4:6, 7:5, 6:4, 4:6, 2:6, nachdem es nach Satz drei eigentlich so ausgesehen hatte, als würde Nalbandian den Gegner kontrollieren.
Nach seiner Erstrundenniederlage gegen den Chilenen Paul Capdeville in Estoril am 3. Mai 2009 entschloss er sich zu einer Hüftoperation und kehrte erst im Februar 2010 auf die Tour zurück.

### 2010
In der Saison 2010 erreichte er bei seinem Comeback das Viertelfinale des Turniers in Buenos Aires wie auch später in der Saison beim Masters-Turnier in Monte Carlo. Beim 500er-Turnier in Washington konnte er im August 2010 dann seinen ersten Turniersieg seit rund anderthalb Jahren feiern. Er besiegte im Finale Marcos Baghdatis und machte durch seinen 11. Karrieretitel in der Weltrangliste einen Sprung um mehr als 70 Positionen auf Platz 45.

### 2012
Beim Finale der AEGON Championships 2012 im Queen’s Club gegen den Kroaten Marin Čilić trat Nalbandian nach einem verlorenen Ballwechsel beim Spielstand von 7:6 (7:3) und 3:4 gegen eine Werbebande und verletzte dabei den dahinter sitzenden Linienrichter Andrew McDougall so schwer, dass dieser wegen einer blutenden Wunde am Schienbein im Krankenhaus behandelt werden musste. Der Stuhlschiedsrichter brach daraufhin die Partie mit einem Hinweis auf die ATP-Regeln ab und erklärte Čilić zum Sieger. Nalbandian, der auch das Preisgeld von 36.500 Pfund und die 150 Weltranglistenpunkte verlor, wurde zu der maximalen Strafe für Unsportlichkeit, nämlich zur Zahlung von 10.000 Euro verurteilt; außerdem wurde er wegen Körperverletzung angezeigt.
Bei den Olympischen Spielen 2012 in London trat Nalbandian sowohl im Einzel als auch im Doppel an. Dort unterlag er in der Auftaktrunde dem Serben Janko Tipsarević glatt in zwei Sätzen; im Doppel verlor er an der Seite von Eduardo Schwank gegen die Franzosen Michaël Llodra und Jo-Wilfried Tsonga mit 3:6 und 5:7.

### 2013
In der ersten Hälfte der Saison 2013 spielte Nalbandian lediglich bei den südamerikanischen Turnieren in São Paulo, Buenos Aires und Acapulco mit sowie bei den Master-Turnieren in Indian Wells und Miami in den USA. In São Paulo erreichte er das Finale gegen Rafael Nadal, dem er in zwei Sätzen unterlag.
Aufgrund von Verletzungen musste er auf weitere Turnierteilnahmen verzichten. Sein letztes Match spielte er Ende März 2013 im Rahmen der Miami Masters gegen Jarkko Nieminen. Nalbandian verkündete am 7. August 2013 in einer Pressemitteilung, dass seine Schulter- und Hüftoperation, der er sich im Mai unterzogen hatte, mit Erfolg verlaufen sei und er langsam wieder mit dem Training beginne. Am 1. Oktober 2013 gab er wegen anhaltender Verletzungsprobleme sein Karriereende bekannt.

### Davis Cup
Nalbandian war regelmäßiges Mitglied der argentinischen Davis-Cup-Mannschaft und kann aus insgesamt 12 Begegnungen eine Bilanz von 20:6 Siegen vorweisen. Die erste von drei Einzelniederlagen resultierte dabei aus seinem Davis-Cup-Debüt in der Saison 2002, als Argentinien der russischen Mannschaft im Halbfinale des Wettbewerbs unterlag. Seit der Saison 2003 war er eine feste Größe der Mannschaft und wurde er für jede Begegnung seines Landes nominiert; nur zweimal konnte er aufgrund von Verletzungen nicht im Davis Cup antreten. So musste er das Halbfinalduell 2003 gegen die spanische Mannschaft (Argentinien verlor mit 2:3) absagen, nachdem er sein Land mit einer 4:0-Bilanz bis in diese Phase des Wettbewerbs geführt hatte. 2004 musste er verletzungsbedingt absagen, als Argentinien im Viertelfinale Belarus mit 0:5 unterlag.
2005 wurde Nalbandian endgültig zum Führungsspieler der Mannschaft, nachdem er in Australien auf Rasen alle drei Punkte erzielte und sein Land damit zum dritten Mal innerhalb von vier Jahren ins Halbfinale des Wettbewerbs führte. Den Finaleinzug verpasste die Mannschaft dann gegen die Slowakei, Nalbandian holte in seinem Einzel den einzigen Punkt für sein Land.
2006 gewann Argentinien die erste Runde der Saison mit 5:0 gegen Schweden. Im Viertelfinale gegen Titelverteidiger Kroatien musste Nalbandian zwar die zweite Einzelniederlage seiner Karriere hinnehmen, führte die Mannschaft aber dennoch mit seinen Siegen im ersten Einzel und im Doppel erneut ins Halbfinale. Dort besiegte er Mark Philippoussis und im Doppel mit seinem Landsmann Agustín Calleri das australische Doppel mit Wayne Arthurs und Paul Hanley. Argentinien besiegte Australien mit 5:0 und zog damit erstmals seit 1981 ins Finale des Wettbewerbs die Mannschaft aus Russland ein. Im Endspiel gewann Nalbandian seine beiden Einzelpartien gegen Marat Safin und Nikolai Dawydenko, die Begegnung ging insgesamt aber mit 2:3 an Russland. In der Saison 2007 nahm Nalbandian erst an der Viertelfinalbegegnung gegen Schweden teil; er verlor sein erstes Einzel gegen Thomas Johansson und Argentinien unterlag am Ende klar mit 1:4.
2008 erreichte das Team das Weltgruppenfinale, das Argentinien mit 1:3 verlor. Nalbandian gewann ein Einzel gegen David Ferrer, verlor aber im Doppel an der Seite von Agustín Calleri gegen Feliciano López und Fernando Verdasco.
2010 gewann Nalbandian bei Argentiniens 3:2 gegen Schweden sowohl das Einzel gegen Andreas Vinciguerra als auch das Doppel an der Seite von Horacio Zeballos gegen Robert Lindstedt und Robin Söderling. 2011 spielte er in der ersten Runde und im Halbfinale jeweils ein Einzel, das er auch gewinnen konnte; im Finale gewann er mit Eduardo Schwank das Doppel – der einzige Sieg im Finale, das Spanien klar für sich entscheiden konnte. 2012 spielte Nalbandian in der ersten und zweiten Runde jeweils das Doppel mit Eduardo Schwank und ein Einzel; er gewann die Doppel und das Einzel in der ersten Runde.

## Turniererfolge
| Legende (Anzahl Siege in Klammern)                     |
| Grand Slam                                             |
| Tennis Masters Cup / ATP World Tour Finals (1)         |
| ATP Masters Series / ATP World Tour Masters 1000 (2)   |
| ATP International Series Gold / ATP World Tour 500 (1) |
| ATP International Series / ATP World Tour 250 (7)      |
| ATP Challenger Series (3)                              |

| Titel nach Belag |
| Hartplatz (5)    |
| Sand (4)         |
| Rasen (0)        |
| Teppich (2)      |

### Einzel

#### Turniersiege

##### ATP Tour
| Nr. | Datum             | Turnier          | Belag         | Finalgegner       | Ergebnis                    |
| --- | ----------------- | ---------------- | ------------- | ----------------- | --------------------------- |
| 1.  | 8. April 2002     | Estoril (1)      | Sand          | Jarkko Nieminen   | 6:4, 7:65                   |
| 2.  | 21. Oktober 2002  | Basel            | Teppich (i)   | Fernando González | 6:4, 6:3, 6:2               |
| 3.  | 1. Mai 2005       | München          | Sand          | Andrei Pavel      | 6:4, 6:1                    |
| 4.  | 20. November 2005 | Shanghai         | Teppich (i)   | Roger Federer     | 6:74, 6:711, 6:2, 6:1, 7:63 |
| 5.  | 7. Mai 2006       | Estoril (2)      | Sand          | Nikolai Dawydenko | 6:3, 6:4                    |
| 6.  | 21. Oktober 2007  | Madrid           | Hartplatz (i) | Roger Federer     | 1:6, 6:3, 6:3               |
| 7.  | 4. November 2007  | Paris            | Hartplatz (i) | Rafael Nadal      | 6:4, 6:0                    |
| 8.  | 24. Februar 2008  | Buenos Aires     | Sand          | José Acasuso      | 3:6, 7:65, 6:4              |
| 9.  | 5. Oktober 2008   | Stockholm        | Hartplatz (i) | Robin Söderling   | 6:2, 5:7, 6:3               |
| 10. | 17. Januar 2009   | Sydney           | Hartplatz (i) | Jarkko Nieminen   | 6:3, 6:79, 6:2              |
| 11. | 8. August 2010    | Washington, D.C. | Hartplatz     | Marcos Baghdatis  | 6:2, 7:64                   |

##### Challenger Tour
| Nr. | Datum             | Turnier    | Belag     | Finalgegner       | Ergebnis      |
| --- | ----------------- | ---------- | --------- | ----------------- | ------------- |
| 1.  | 18. März 2001     | Salinas    | Hartplatz | Ronald Agénor     | 6:4, 6:2      |
| 2.  | 11. November 2001 | Montevideo | Sand      | Fernando González | 6:2, 3:6, 6:3 |

#### Finalteilnahmen
| Nr. | Datum              | Turnier   | Belag         | Finalgegner        | Ergebnis                |
| --- | ------------------ | --------- | ------------- | ------------------ | ----------------------- |
| 1.  | 24. September 2001 | Palermo   | Sand          | Félix Mantilla     | 6:72, 4:6               |
| 2.  | 24. Juni 2002      | Wimbledon | Rasen         | Lleyton Hewitt     | 1:6, 3:6, 2:6           |
| 3.  | 4. August 2003     | Montréal  | Hartplatz     | Andy Roddick       | 1:6, 3:6                |
| 4.  | 20. Oktober 2003   | Basel     | Teppich       | Guillermo Coria    | kampflos                |
| 5.  | 3. Mai 2004        | Rom       | Sand          | Carlos Moyá        | 3:6, 3:6, 1:6           |
| 6.  | 18. Oktober 2004   | Madrid    | Hartplatz     | Marat Safin        | 2:6, 4:6, 3:6           |
| 7.  | 25. Oktober 2004   | Basel     | Teppich       | Jiří Novák         | 7:5, 3:6, 4:6, 6:1, 2:6 |
| 8.  | 2. März 2008       | Acapulco  | Sand          | Nicolás Almagro    | 1:6, 6:71               |
| 9.  | 26. Oktober 2008   | Basel     | Hartplatz     | Roger Federer      | 3:6, 4:6                |
| 10. | 2. November 2008   | Paris     | Hartplatz (i) | Jo-Wilfried Tsonga | 3:6, 6:4, 4:6           |
| 11. | 16. Januar 2011    | Auckland  | Hartplatz     | David Ferrer       | 3:6, 2:6                |
| 12. | 17. Juni 2012      | London    | Rasen         | Marin Čilić        | 7:63, 3:4 disq.         |
| 13. | 17. Februar 2013   | São Paulo | Sand          | Rafael Nadal       | 2:6, 3:6                |

### Doppel

#### Turniersiege

##### Challenger Tour
| Nr. | Datum         | Turnier | Belag     | Doppelpartner | Finalgegner                | Ergebnis      |
| --- | ------------- | ------- | --------- | ------------- | -------------------------- | ------------- |
| 1.  | 18. März 2001 | Salinas | Hartplatz | Luis Horna    | Daniel Melo Flávio Saretta | 6:4, 0:6, 6:1 |

#### Finalteilnahmen
| Nr. | Datum            | Turnier      | Belag | Partner          | Finalgegner                   | Ergebnis |
| --- | ---------------- | ------------ | ----- | ---------------- | ----------------------------- | -------- |
| 1.  | 23. Februar 2003 | Buenos Aires | Sand  | Lucas Arnold Ker | Mariano Hood Sebastián Prieto | 2:6, 2:6 |